# Topotecano

Topotecano

Topotecano (nome comercial Hycamtin) é um agente quimioterápico inibidor da topoisomerase. É um derivado solúvel em água da camptotecina. Ele é utilizado na forma de hidrocloridrato para tratar câncer de ovário e de pulmão, assim como outros tipos de câncer.

## Indicações (usos aprovados)
- Câncer de ovário (FDA, maio de 1996).[1]
- Câncer cervical (FDA, junho de 2006).[2] [3]
- Carcinoma de pulmão pequenas células (CPC) (FDA, outubro de 2007).[4] [5]

## Uso experimental
- Neuroblastoma
- Glioma de tronco cerebral
- Sarcoma de Ewing

## Modo de ação
Hycamtin ou topotecano é um derivado semi-sintético da camptotecina. A camptotecina é um produto natural extraído da casca de árvores da espécie Camptotheca acuminata. A topoisomerase-I é uma enzima nuclear que alivia a tensão provocada pela torção do DNA, rompendo um dos filamentos. Com o rompimento provocado pela topoisomerase-I, o DNA pode girar e continuar avançando pela forquilha de replicação. O topotecano se intercala entre as bases do DNA. Essa intercalação interrompe a maquinaria de duplicação do DNA quando esta atinge o local onde o topotecano está interposto. Essa interrupção previne a replicação do DNA e, por fim, leva à morte celular. As células de mamíferos não conseguem reparar eficientemente essa quebra da dupla-fita.